# Sceliphron
Sceliphron (лат.) — род роющих ос (Sphecidae), включающий более 30 видов.

## Внешний вид
Осы длиной от 12 до 32 мм.
Тело чёрное, у большинства видов с жёлтыми пятнами.

## Биология
Для строительства гнезда самки используют грязь, которую они собирают в каком-нибудь влажном месте.
Гнездо располагается в укрытии (естественном или, у некоторых видов, в постройках человека) и состоит из нескольких ячеек, по одной для каждого яйца. Вдобавок, часто всё гнездо покрыто общей оболочкой из того же материала.
В качестве пищи для будущих личинок самки запасают пауков, которых убивают или парализуют, после чего переносят в ячейку. Заполненная ячейка с отложенным в неё яйцом запечатывается. Некоторые осы временно запечатывают неоконченные ячейки на ночь.

### Паразиты
В гнёздах Sceliphron паразитируют:
- Осы-блестянки из родов Chrysis, Trichrysis, Ceratochrysis и Pyria,
- Ихневмониды Acroricnus и Osprynchotus,
- Хальциды Melittobia,
- Немки Dolichomutilla,
- Мухи Anthrax, Hyperalonia и Amobia.

## Распространение
Распространены в тропиках и умеренных широтах по всему миру, большинство видов — в Старом Свете.
В мире 36 видов, в Палеарктике 13, в России 6 видов.

## Систематика
Род относится к трибе Sceliphrini. Содержит более 30 видов, разделяется на два подрода: Sceliphron s.str. и Prosceliphron.
- Sceliphron abdominale Dalla Torre, 1897
- Sceliphron argentifrons Cresson, 1916
- Sceliphron asiaticum Linnaeus, 1758 (Sphex)
- Sceliphron assimile Dahlbom, 1843 (Pelopoeus)
- Sceliphron benignum Smith, 1859
- Sceliphron bugabense Dalla Torre, 1897
- Sceliphron caementarium Drury, 1773 (Sphex)
- Sceliphron caucasicum Dalla Torre, 1897
- Sceliphron chilensis Spinola, 1851
- Sceliphron coromandelicum Lepeletier, 1845
- Sceliphron curvatum Smith, 1870
- Sceliphron cyclocephalum Dalla Torre, 1897
- Sceliphron deforme Smith, 1856
- Sceliphron destillatorium Illiger, 1807 — Пелопей обыкновенный
- Sceliphron fistularium Dahlbom, 1843
- Sceliphron formosum Smith, 1856 (Подрод Prosceliphron Van der Vecht, 1968)
- Sceliphron imflexum Sickmann, 1894
- Sceliphron intermedium Dalla Torre, 1897
- Sceliphron intrudens (F. Smith, 1858)
- Sceliphron isaaci  Jha & Farooqi, 1995[4]
- Sceliphron jamaicense Fabricius, 1775
- Sceliphron javanum Lepeletier, 1845
- Sceliphron laetum Smith, 1856
- Sceliphron madraspatanum Fabricius, 1781
- Sceliphron nalandicum Strand, 1915
- Sceliphron neobilineatum  Jha & Farooqi, 1995[4]
- Sceliphron paraintrudens  Jha & Farooqi, 1995[4]
- Sceliphron quartinae Gribodo, 1884
- Sceliphron rectum  Kohl, 1918
- Sceliphron rufiventre Dalla Torre, 1897
- Sceliphron soror Dalla Torre, 1897
- Sceliphron spirifex (Linnaeus, 1758)typus (Sphex spirifex) — Африка, Южная Европа
- Sceliphron tubifex Latreille, 1809

## Красная книга
Некоторые виды стали редкими и нуждаются в охране.
- Sceliphron deforme — включён в Красную книгу Нижегородской области.[5]
- Sceliphron destillatorium — включён в Красные книги Нижегородской[6] и Рязанской областей и в список редких животных Владимирской области.[7]
- Сцелифрон Шестакова (Sceliphron shestakovi) — включён в Красную книгу Казахстана.

## Галерея

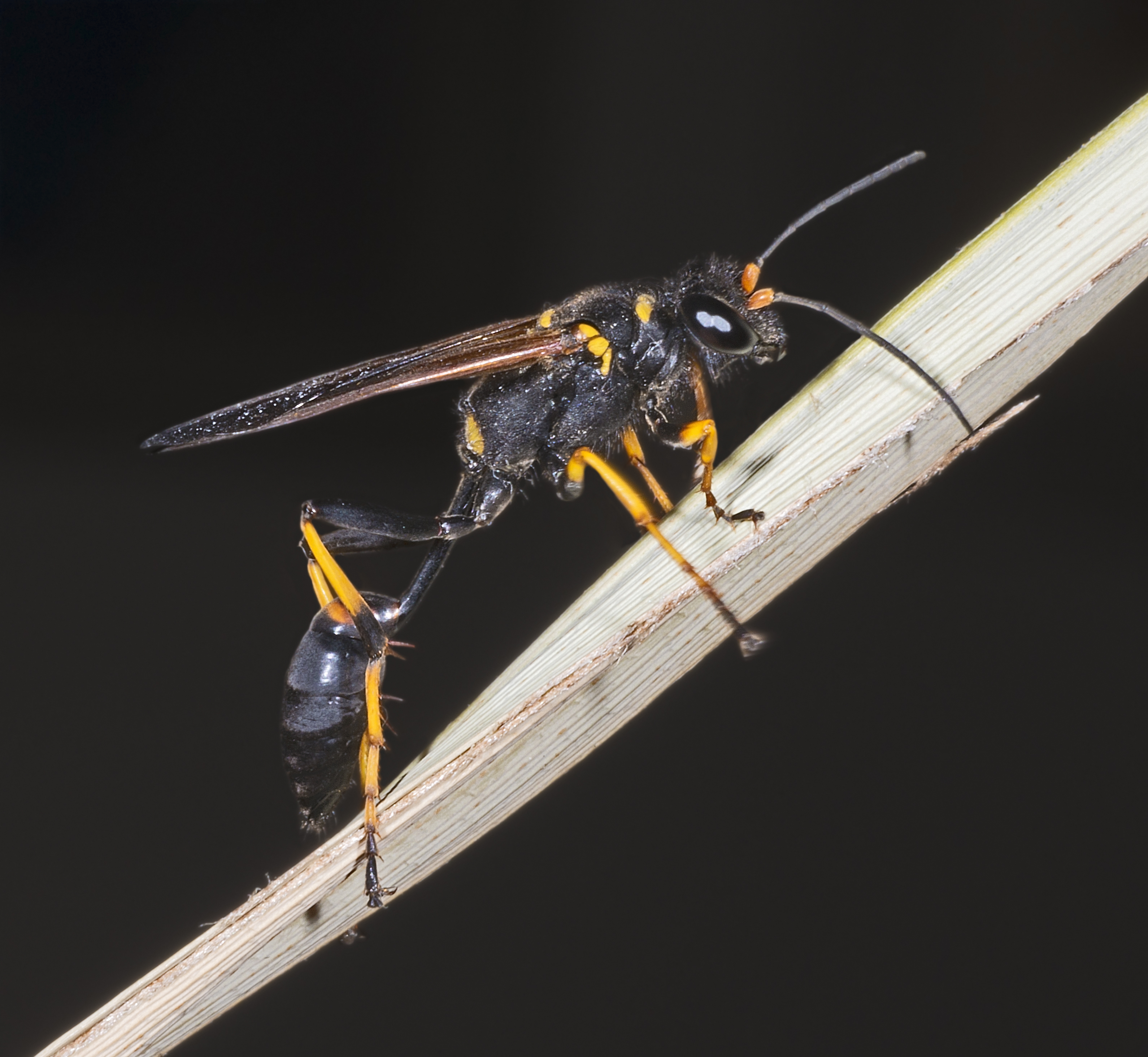
Sceliphron caementarium
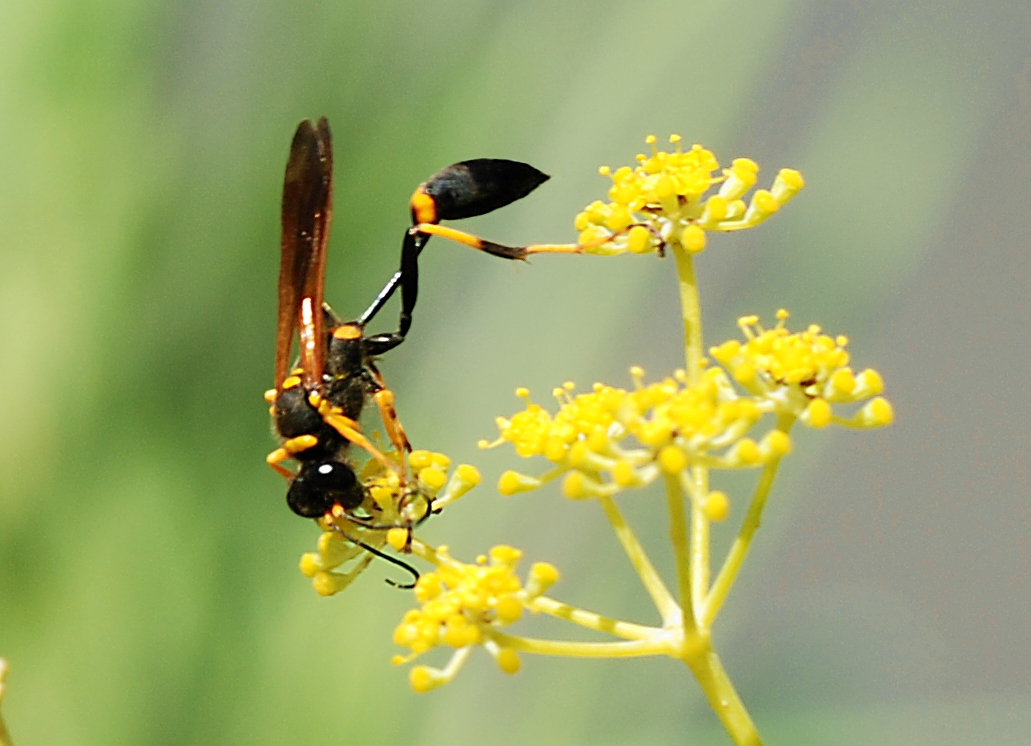
Sceliphron caementarium
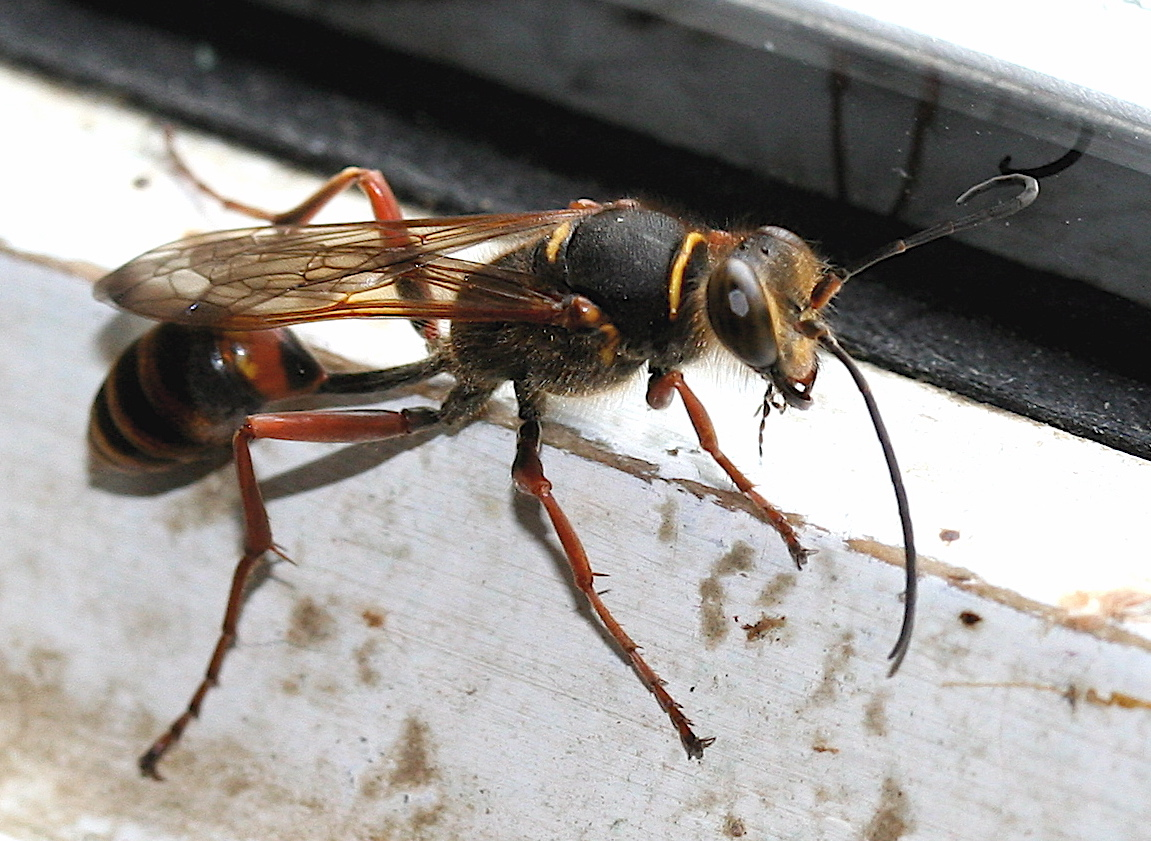
Sceliphron curvatum
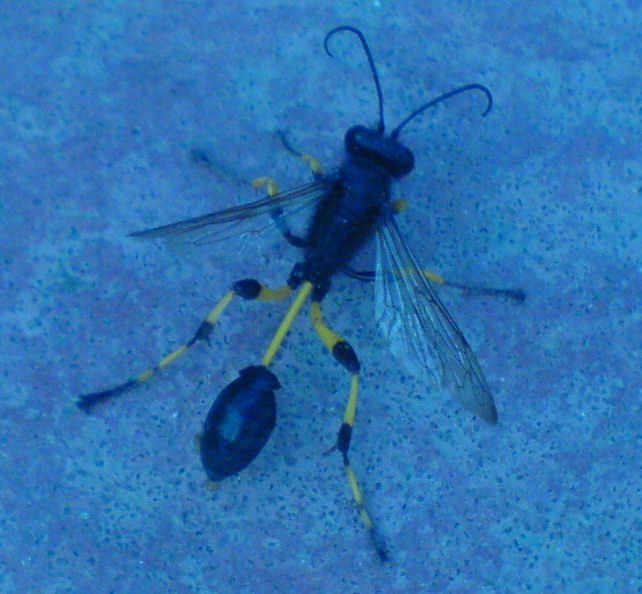
Sceliphron spirifex
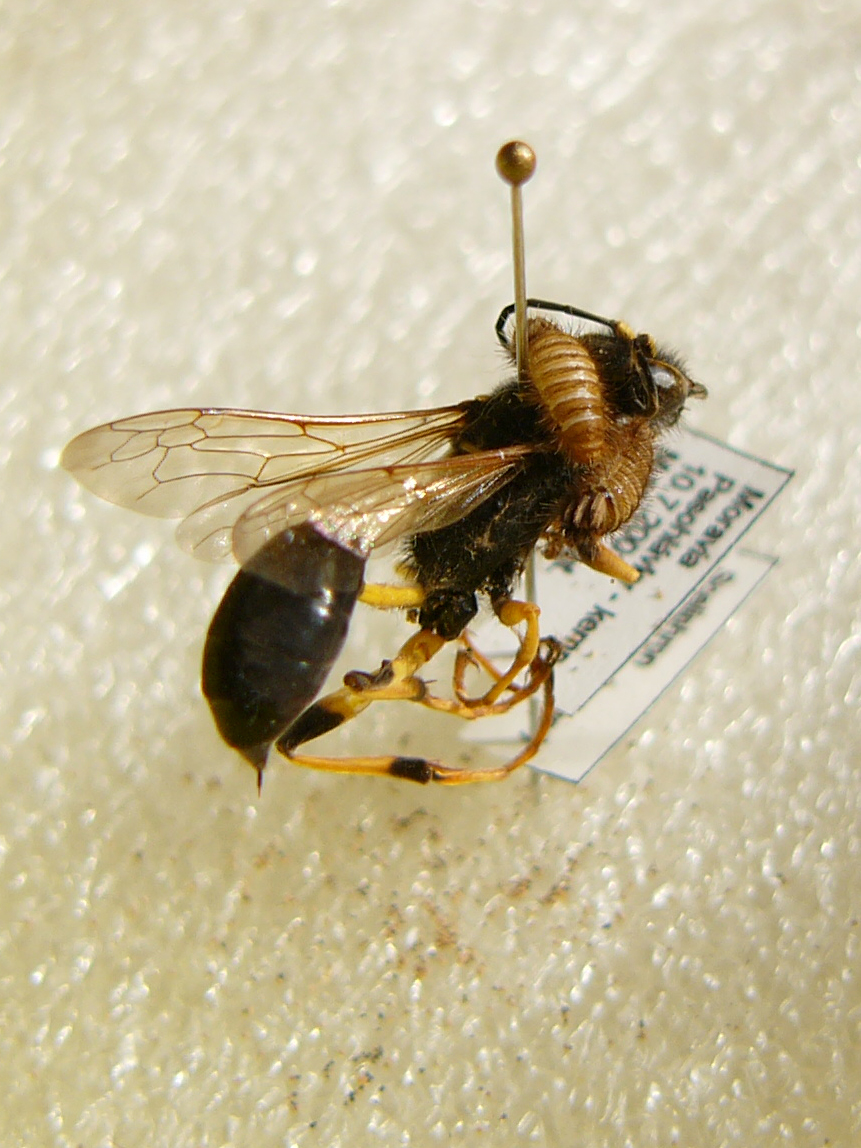
Sceliphron destillatorius
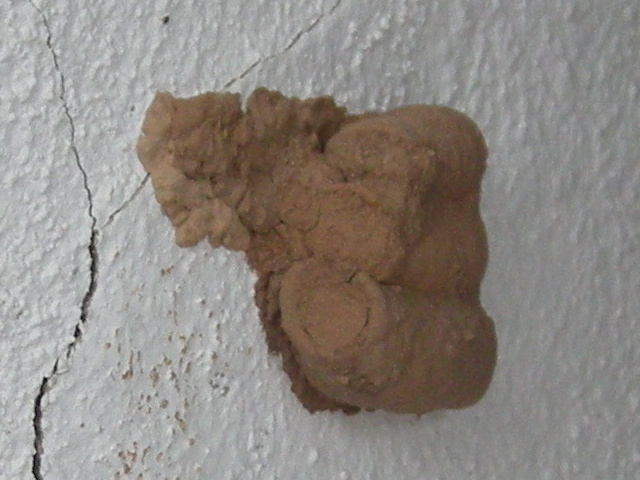
Гнездо Sceliphron